# Japanisches Dorf in der Edozeit
Während der Edo-Zeit waren japanische Dörfer (jap. 村, mura) eigene Verwaltungseinheiten, die von einem Dorfschulzen (庄屋, shōya) verwaltet wurden. Es gab zwei Arten von Dörfern: Bauerndörfer, in denen vor allem Reis angebaut wurde, und Fischerdörfer. Die Dörfer wurden gemeinschaftlich besteuert. Steuern wurden von den Daimyo in Naturalien kassiert, etwa 40 % bis 50 % der Reisernte. Bei den Fischerdörfern ging man dazu über, Geldsteuern zu erheben, weil der Fisch sich nicht einlagern ließ.
Vor Beginn der Edo-Zeit waren die Dörfer im Besitz von Feudalherren, den Samurai. Während der Zeit der streitenden Reiche, einer langen Zeit der Bürgerkriege, waren auch die Bauern bewaffnet, um ihren Herren in den Kriegen zu dienen und sich gegen die umherziehenden Plünderer zu wehren. Die Reichseiniger ab Oda Nobunaga versuchten nun, die Bauern und die vogelfreien Banden zu entwaffnen und das Land zu befrieden. Daher wurden von ihm und seinen Nachfolgern mehrere Schwertjagden veranstaltet. Einen Schritt weiter ging sein Nachfolger Toyotomi Hideyoshi, der mit den Han das Feudalsystem neu ordnete, und schließlich Tokugawa Ieyasu, der die unterste Stufe der Feudalpyramide abschaffte und das Land endgültig entwaffnete: Alles Land war nun in Hand der Daimyo, mit Ausnahme der Hatamoto und weniger Landsamurai. Die Samurai wurden in die Burgstädte geholt und zu bezahlten Angestellten. Die Dorfverwaltung übernahmen die Dorfvorsteher.
Dörfer wurden nicht nur steuerlich als Einheit betrachtet, es kam auch vor, dass die ganze Dorfgemeinschaft für ein Verbrechen eines seiner Mitglieder bestraft wurde. 
Kooperation war im Dorf unerlässlich. Im Gegensatz zum Getreideanbau sind beim Nassreisfeldbau aufwändige Arbeiten an den Bewässerungsanlagen nötig, die ein Dorf nur gemeinsam regeln kann. Sprichwörtlich wurde das in den zwei von zehn: Wer in der Dorfgemeinschaft isoliert war, dem half man nur noch bei den zwei größten der zehn Desaster: Feuer und der Tod eines Angehörigen. Dies sind auch die beiden Fälle, bei denen sich die Dorfgemeinschaft selbst in Gefahr bringen würde, wenn sie nicht zur Hilfe eilt: ein Brand würde sich schnell auf das ganze Dorf ausdehnen, genauso wie in der damaligen Gedankenwelt ein ruheloser Geist eines Verstorbenen das ganze Dorf in Gefahr bringt.

## Wirtschaft
Auch wirtschaftlich bildeten die Dörfer eine Einheit: Vor allem in Westjapan entwickelte sich während der Edo-Zeit ein Verlagssystem, um die Bauern auch im Winter zu beschäftigen und als Ausgleich für die hohen Steuerlasten ein Zusatzeinkommen zu ermöglichen. In einem Dorf, das Lackschüsseln herstellte, konnte das zum Beispiel so aussehen, dass eine Familie die Schüsseln schnitzte, eine nächste polierte, eine dritte den Lack herstellte und weitere Familien verschiedene Schichten der Lackierung auftrugen. Die Dörfer stellten vor allem Alltagsgegenstände her, während die Handwerker in den Burgstädten auf Kunsthandwerk spezialisiert waren, das vor allem beim Adel nachgefragt wurde.
Die wirtschaftliche Lage der Bauern war während der Edozeit unterschiedlich. In Tohoku (Nordjapan) herrschten für die Bauern erschwerte Bedingungen: das kältere Klima war für den Reisanbau weniger geeignet, und es mussten resistentere Reissorten gezüchtet werden. Im 17. und 18. Jahrhundert herrschten durch die sogenannte Kleine Eiszeit Jahrestemperaturen, die um ein bis zwei Grad unter den heutigen lagen. Es gab nur wenige Städte, so dass den Bauern keine Absatzmärkte zur Verfügung standen und reine Subsistenzwirtschaft betrieben wurde. Dazu kam eine im Vergleich zu Westjapan höhere Steuerlast. Nach Schätzungen nahm die Bevölkerung in Nordjapan durch Hungersnöte und sogar durch gezielte Kindstötungen während der Edozeit leicht ab. 
In Westjapan war die Versorgungslage besser. Das Klima erlaubte nicht nur ertragreichen Reisanbau, einige Bauern spezialisierten sich auch auf Früchte oder Gemüse, wodurch in der Landwirtschaft eine Arbeitsteilung entstand. Die Landverteilung wurde durch das Honbyakusho-System effektiv geregelt. Entlang der Seto-Inlandsee entstanden zahlreiche Städte, die zu prosperierenden Handelsplätzen wurde. Gebildete Samurai-Verwalter sammelten und entwickelten neue Anbaumethoden, die durch die Schriften zur Landwirtschaft verbreitet wurden. Das oben erwähnte Verlagssystem verbreitete sich in Westjapan. Die Daimyate in Kyushu verdienten durch den Außenhandel, der zwar durch das Tokugawa-Shogunat stark eingeschränkt war, aber nicht völlig verhindert wurde, was auch unmöglich gewesen wäre.